# Satiagraa

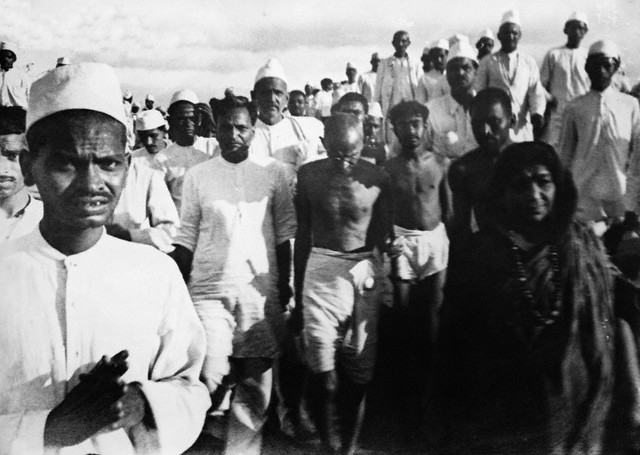
A Marcha do Sal, conduzida por Gandhi em 1930, foi uma manifestação de desobediência civil, conduzida de acordo com os princípios da Satyagraha.

Satiagraa ou Satyagraha é um termo hindi (सत्याग्रह) composto por duas palavras: Satya, que pode ser traduzida como verdade; e agraha que significa firmeza, constância,  é uma filosofia desenvolvida por Mohandas Karamchand Gandhi (também conhecido como "Mahatma" Gandhi: Grande alma Gandhi) para o movimento de Resistência não violenta na Índia em vistas de estabelecer a igualdade econômica inclusive.
Gandhi empregou o satyagraha na campanha de independência da Índia e também  durante sua permanência na África do Sul. A teoria do satyagraha influenciou Martin Luther King, Jr. durante a campanha que ele liderou pelos direitos civis nos Estados Unidos da América.

## Significado do termo
Este termo, um dos principais ensinamentos do indiano Mahatma Gandhi, designa o princípio da não-agressão, uma forma não-violenta de protesto, que não deve ser confundida com uma adesão à passividade, é uma forma de ativismo que muitas vezes implica a desobediência civil.
Gandhi descreveu a Satyagraha como:
Tenho também a chamada força do amor ou força da alma. Eu descobri o satyagraha pela primeira vez no inicio da minha busca pela verdade que não admitia o uso da violência contra um adversário, pois o mesmo deve ser desarmado dos seus erros com paciência e compaixão. Sendo o que parece ser verdade para um e um erro para o outro. E paciência significa auto-sofrimento. Assim, a doutrina passou a significar reivindicação de verdade, não pela inflição de sofrimento sobre o adversário, mas sobre si mesmo. 

### A resistência não violenta
Quando Gandhi desenvolveu sua filosofia de não-violência, ele não encontrava uma palavra adequada para defini-la em inglês, então decidiu usar a palavra sânscrita, satyagraha.
No contexto do movimento da Índia em busca da independência, o "satyagrahi" ("aquele que pratica a "satyagraha") é a pessoa que, após ter procurado a verdade em espírito de paz e benevolência, e tendo compreendido tal verdade em termos de um mal ou um erro a ser corrigido, afirma a sua verdade em confronto aberto com o mal através da prática da não violência, já que a utilização da violência resultaria precisamente de uma percepção distorcida da verdade. Em seu ato de resistência bem intencionado, o satyagrahi sempre informa seu adversário sobre suas intenções e evita sistematicamente a prática de ocultar estratégias de combate que lhe possam ser vantajosas. Pensada nesses termos, a "satyagraha" é menos um ato de desafio com vistas à conquista do que uma tentativa de conversão que deveria, idealmente, ter como resultado nem a vitória e nem a derrota de cada uma das partes conflitantes, mas antes uma nova ordem harmônica.

Gandhi liderando a Marcha do Sal, um notável exemplo de Satyagraha.

Gandhi escreveu:

 "A distinção entre a resistência passiva como é entendida e praticada no ocidente do satyagraha que eu desenvolvi como uma doutrina lógica e espiritual. É uma metáfora para a não-violência. Eu frequentemente usava "resistência passiva" e "satyagraha" como termos sinônimos: mas com o desenvolvimento da doutrina do satyagraha, a expressão "resistência passiva" deixa de ser sinônimo, pois a resistência passiva pode fazer uso da violência, como no caso das sufragistas e tem sido universalmente reconhecida como uma arma dos fracos. Além disso, resistência passiva não envolve necessariamente a adesão à verdade completa em todas as circunstâncias. Portanto, ela é diferente do satyagraha em três aspectos essenciais: satyagraha é uma arma dos fortes; ela não admite o uso da violência sob qualquer circunstância; ela sempre insiste em defender a verdade. Acho que isto já fez a distinção perfeitamente clara."

### Princípios para Satyagrahis
Gandhi imaginou satyagraha como não apenas uma tática para ser usado em luta política, mas como um solvente universal de injustiça. Ele considera que é igualmente aplicável em grande escala da luta política e de conflitos interpessoais e que deve ser ensinado a todos. 
Ele fundou a Sabarmati Ashram para ensinar satyagraha. Ele pediu aos satyagrahis seguissem os seguintes princípios: 
1. Não violência (Ahimsa)
2. Verdade - isso inclui honestidade, mas ultrapassa ao dizer que vivem plenamente de acordo com a verdade e com na devoção a ela.
3. Não-roubar
4. Não-posse (não é a mesma coisa que pobreza)
5. Trabalho Corporal ou trabalhar pelo pão de cada dia
6. Dieta
7. Destemor
8. Igualdade de respeitar todas as religiões
9. Estratégia Econômica como o boicote (boicote aos produtos ingleses)
10. Libertar-se do conceito de intocabilidade

Em outra ocasião, ele citou outras sete regras como "essencial para todos os Satyagrahi na Índia": 
1. Ter uma fé viva em Deus
2. Acreditar na verdade e na não-violência e que ter fé na bondade intrínseca da natureza humana esperando que ela seja evocada pelo sofrimento de se manter no satyagraha
3. Deve levar uma vida casta, e estar disposto a morrer ou perder todas as suas posses
4. Deve vestir um khadi
5. Deve abster-se do álcool e outros intoxicantes
6. Deve proceder de acordo com todas as regras de disciplina conhecidas
7. Deve obedecer a regras da prisão ao menos que sejam especialmente concebidas para quebrar o seu auto-respeito`

### Regras para campanhas usando o Satyagraha
Gandhi propôs uma série de regras para satyagrahis em uma campanha de resistência:
1. Trabalhar sem ira
2. Sofrer pela ira do adversário
3. Nunca retaliar a agressões ou punições; mas não submeter-se, sem medo de punição ou agressão, a uma ordem dada com fúria
4. Apresentar-se voluntariamente à prisão ou ao confisco de seus próprios bens
5. Se você é responsável por uma propriedade, defenda-a (de forma não-violenta) com a sua vida
6. Não amaldiçoar ou praguejar
7. Não insultar o adversário
8. Nem saudar, nem insultar a bandeira do seu oponente ou dos líderes do seu adversário.
9. Se alguém tenta insultar ou agredir o seu adversário, defenda-o (sem violência) com a sua vida
10. Enquanto prisioneiro, se comportar com cortesia e obedecer os regulamentos da  prisão (exceto aqueles que são contrários ao auto-respeito)
11. Como um prisioneiro, não peça tratamento especial ou mais favorável
12. Como um prisioneiro, não seja rápido na tentativa de ganhar conveniências cuja privação não implicam qualquer prejuízo para a sua auto-estima
13. Alegremente obedeça as ordens dos líderes da ação de desobediência civil
14. Não selecionar ou escolher quais as ordens que deve obedecer, se você achar a ação tenha algo de impróprio ou imoral, corte sua ligação com a ação totalmente.
15. Não fazer a sua participação condicionada à companheiros que cuidem dos seus dependentes enquanto você estiver participando da campanha ou na prisão, não esperava que eles forneçam esse apoio
16. Não tornar sua causa um querelas de coisas banais
17. Não tomar partido em disputas, mas só auxiliar aquele partido que está comprovadamente certo; em caso de conflito inter-religioso, dê sua vida para proteger (de forma não-violenta) às pessoas em perigo de ambos os lados
18. Evitar ações que possam originar conflitos banais
19. Não tomar parte em procissões que firam a sensibilidades religiosas de qualquer comunidade

## Satyagraha, em conflitos de grande escala
Ao utilizar satyagraha em conflito políticos em grande escala envolvendo a desobediência civil, Gandhi acreditava que a satyagrahis deve receber formação para assegurar a disciplina. Ele escreveu que "só quando uma pessoa tenha demonstrado a sua lealdade ativa obedecendo a legislação do Estado que eles adquirem o direito de desobediência civil".
Por isso, faz parte da disciplina dos satyagrahis:
1. Viver com sua ou suas esposas sem atos sexuais, ou somente após pronuciamento com seu líder.
2. Apreciar as demais leis do Estado, e cumprí-las voluntariamente se possível, e não desacatar seu respeito próprio.
3. Tolerar essas leis, mesmo quando são incômodas.
4. Estar dispostos a sofrer a dor da, perda de propriedade, e suportar o sofrimento que pode ser infligido à família e amigos. [10]

Essa obediência não pode ser apenas crítica, mas extraordinária:

 [...] um homem honesto e respeitável não começará de repente roubar, haja ou não uma lei à favor ou contra o roubo, mas este mesmo homem não sentirá remorso em não observar a lei sobre acender os faróis da sua bicicletas após escurecer. [...] Mas ele observará qualquer lei obrigatória, ainda que apenas para escapar do transtorno de enfrentar um processo por violação da lei. Tal submissão não é, contudo, o desejo espontâneo de obediência que se requer de um Satyagrahi.  